# Kuru fasulye

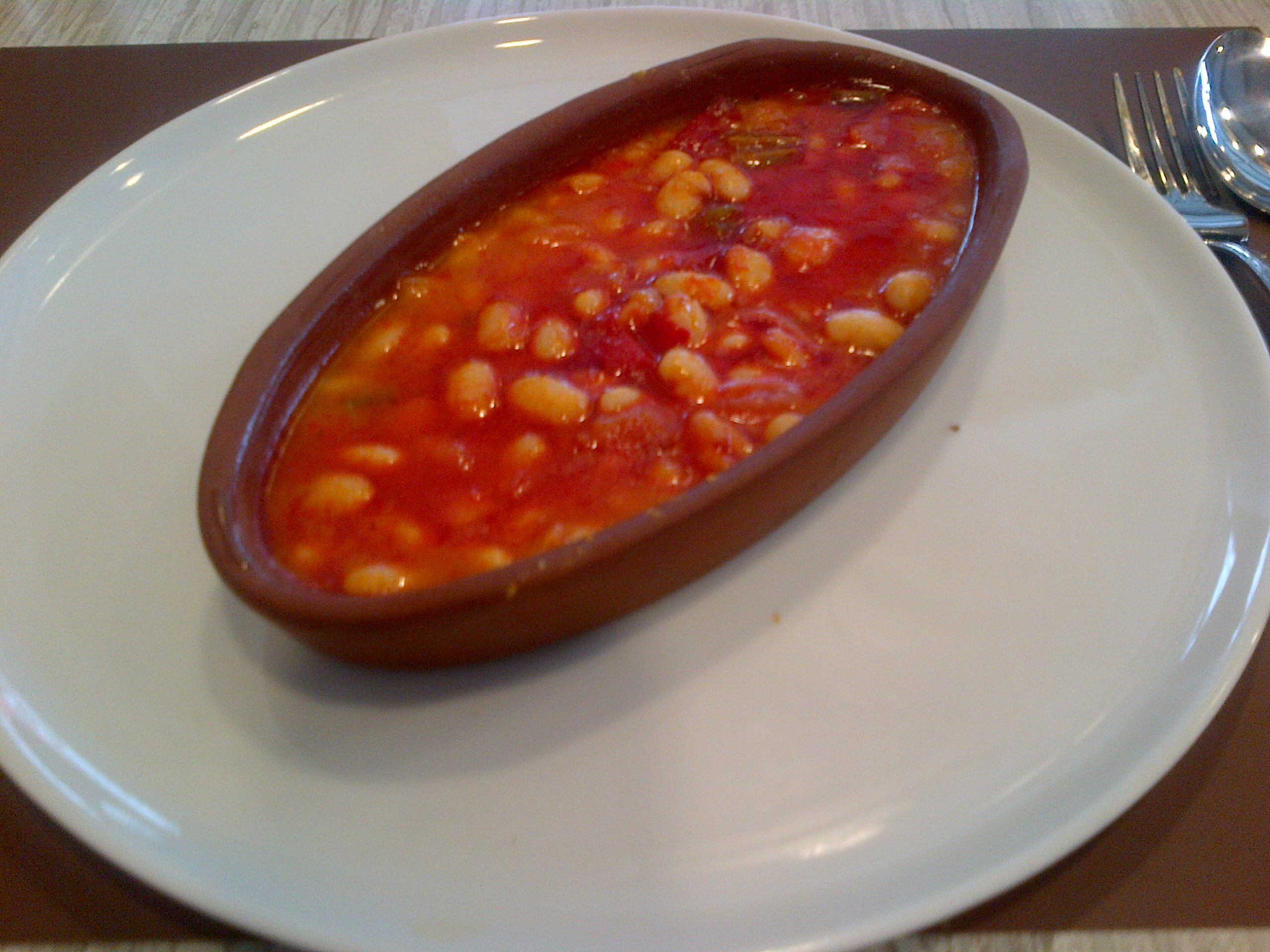
Kuru fasulye servi dans un restaurant.

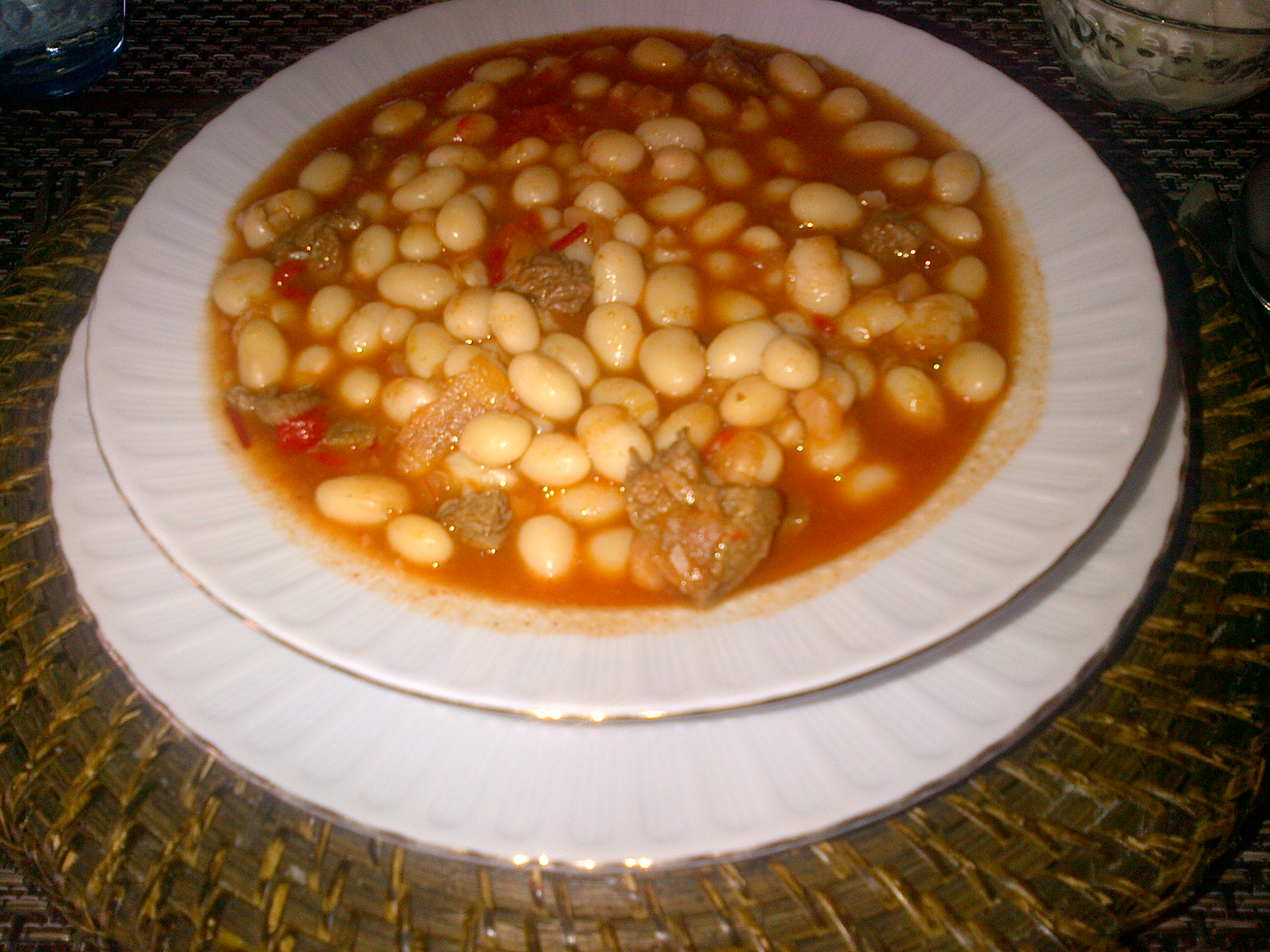
Etli kuru fasulye, ou kuru fasulye, avec de la viande de veau (fait maison).

Le kuru fasulye (haricots blancs secs) est un plat traditionnel et courant de la cuisine turque. Servi avec du pilav (riz pilaf turc), il est considéré comme le plat national de la Turquie,,.

## Préparation et service

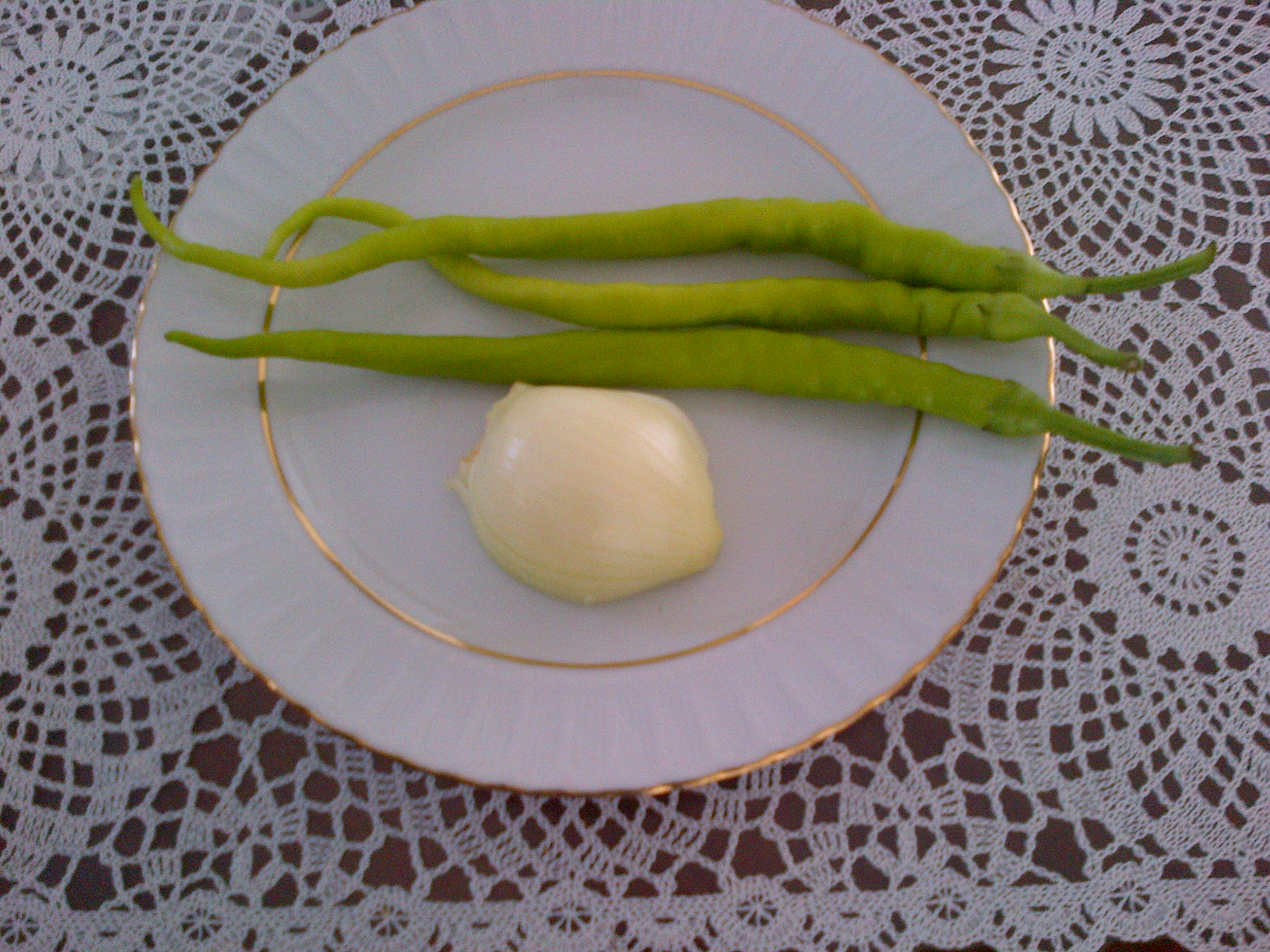
Biber-soğan (piment et oignon cru), l'accompagnement typique du kuru fasulye turc.

En fonction de la ville, de la région ou de la période de l'année, ce plat est préparé de différentes façons. Le kuru fasulye peut être cuisiné avec de la viande ou sans. Les techniques culinaires traditionnelles de la cuisine turque sont utilisées pour confectionner ce plat, aussi bien pour la cuisson des légumes secs (notamment les pois-chiches), que pour la cuisson des légumes en ragoût.
Tout d'abord, les oignons hachés sont frits, puis on ajoute la viande — généralement de la viande rouge —, que l'on peut hacher ou couper en morceaux, avec l'os ou sans. Bien que la plupart du temps, on préfère utiliser la viande de bœuf, de veau ou de mouton, on peut aussi utiliser du poulet.
En fonction de la qualité, de leur provenance  et de la variété, les haricots subissent ou non une pré-cuisson. Certaines variétés sont généralement mises à tremper dans l'eau la veille. Il existe des haricots qui ne nécessitent pas cette étape car ils se ramollissent facilement lorsqu'ils sont bouillis. Une fois que la viande est cuite, on ajoute les haricots bouillis dans la même marmite (on peut les remplacer par des haricots précuits en conserve). On ajoute de l'eau chaude et du concentré de tomate turc ou du concentré de piments doux (biber salça).
Dans la cuisine turque, le kuru fasulye est presque toujours accompagné de riz turc (pilav) ou de cacık. Certains considèrent que le plat national de Turquie est le haricot avec du riz, ou kuru-pilav en turc. Certaines variantes du kuru fasulye sont servies avec de la saucisse turque (sucuk) ou avec de la viande séchée (pastırma),.

## Histoire
La consommation du kuru fasulye en Turquie remonte à 150 ans.